# Moon Chang-jin
Moon Chang-jin (12 de julho de 1993) é um futebolista profissional sul-coreano que atua como meia, atualmente defende o Pohang Steelers.

## Carreira
Moon Chang-jin fez parte do elenco da Seleção Sul-Coreana de Futebol nas Olimpíadas de 2016.